# Norman County
Norman County är ett administrativt område i delstaten Minnesota i USA, med 6 852 invånare. Den administrativa huvudorten (county seat) är Ada. 

## Politik
Norman County tenderar att rösta på demokraterna. Demokraternas kandidat har vunnit countyt i samtliga presidentval sedan valet 1932 utom valen 1952, 1972, 2000 och 2016 då istället republikanernas kandidat vann countyt.

## Geografi
Enligt United States Census Bureau har countyt en total area på 2 271 km². 2 270 km² av den arean är land och 1 km² är vatten.      

### Angränsande countyn
- Polk County - norr
- Mahnomen County - öst
- Becker County - sydost
- Clay County - söder
- Cass County, North Dakota - sydväst
- Traill County, North Dakota - väst